# بجادة (مهرجان)

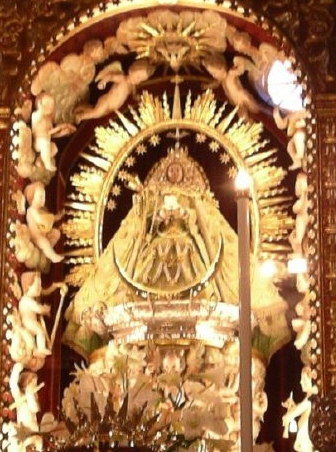
سيدة الثلج في لا بالما

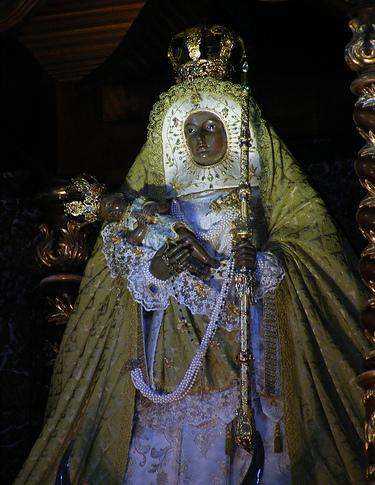
عذراء كنديلريا في تنريفة

البجادة هو مهرجان يقام في عدة أماكن في جزر الكناري . البجادة هي كلمة إسبانية (من أصل عربي) وتعني «إسقاط»، وتعني إحضار تمثال القديس الشفيع من مكانه الطبيعي في مصلى كنسي ليحتفل بها الناس.

## أمثلة
- سيدة الثلج في لا بالما[2]
- عذراء الملوك في إل هييرو[3]
- السيدة غوادالوبي في كومارا[4]
- عذراء كنديلريا في تنريفة[5]